# Серафим (Борзецовский)
Серафи́м (в миру Серге́й Ива́нович Борзецо́вский; 25 мая 1847 или 1848, Москва — 20 октября 1885, Москва) — иеромонах Московского Спасо-Андрониева монастыря Русской православной церкви, духовный писатель

, переводчик и педагог.

## Биография
Сергей Борзецовский родился 25 мая 1847 года в Москве в семье православного священника. Образование получил в Московской духовной семинарии, окончил его чтением святоотеческих творений и других книг духовно-нравственного содержания на русском и французском языках.

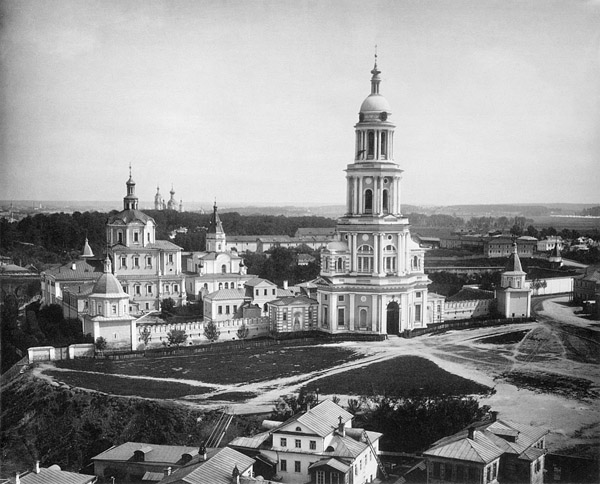
Андроников монастырь
(фото Николая Найдёнова, 1883 год)

С 1869 года Сергей Иванович Борзецовский состоял диаконом при Московской Никольской церкви, тогда же работал законоучителем в частном пансионе для мальчиков, в 1876 году овдовел, в 1878 году уволился за штат и поселился в Высоко-Петровском монастыре, где 10 октября 1881 года постригся в монашество с именем Серафим, а 18 октября был рукоположён в иеромонахи.
Серафим Борзецовский скончался 20 октября 1885 года.
Из его литературных трудов наиболее известны следующие: «Размышление о вере христианской», «Родословие Господа нашего Иисуса Христа», «Объяснение догматиков восьми гласов», «О значении и нуждах миссионерского служения», «Размышление при чтении евангельского сказания о призвании Матфея», «Слава имени Иисусова», «Цветник духовный», «Хвалебная песнь в честь Богоматери», «Хвалебное имя в честь Богоматери», «Соты духовные», «Объяснение песни: „О тебе радуется“» (М., 1883) и ряд статей, опубликованных в московском христианском журнале «Душеполезное чтение».
Помимо этого, Серафим Борзецовский занимался переводами, среди которых, в частности, «Всеобщая история Юстина, извлечённая из бытописаний Трога Помпея» (чч. 1—3, СПб., 1824).